# Челидзе, Лаша
Лаша Челидзе (груз. სერგი ორბელაძე; род. 13 марта 1985, Кутаиси) — грузинский футболист, защитник и тренер.

## Клубная карьера
Футбольную карьеру начал в 2000 году в резервной команде тбилисского клуба «Локомотив-3», который выступал в Меоре лиге. В следующем году перешел в другой клуб Второй лиги — «Интери» (Кутаиси). В 2002 году защитник пошел на повышение, перейдя в «Торопедо» из Кутаиси. В 2002 году вместе с «торпедовцами» выступал на Кубке Содружества в Москве, на котором его заметили скауты киевского «Динамо». Вместе с «киевлянами» тренировался в течение двух недель, но столичной команде Челидзе не подошел. Имел также предложение от московского «Спартака», но на просмотр к чемпиону России не поехал. После этого Челидзе вернулся к кутаисское «Торпедо», цвета которого защищал до 2004 года.
В 2004 году уехал в Украину и подписал контракт с «Металлургом» (Запорожье). Дебютировал в футболке запорожского клуба 14 августа 2004 в домашнем поединке 5-го тура Высшей лиги против харьковского «Металлиста». Челидзе вышел на поле на 30-й минуте, заменив Ярослава Вишняка, а уже на 68-й минуте уже Челидзе заменили на Владимира Полевого. После этого сыграл еще 9 матчей за «Металлург» в первенстве дублёров. В 2005 году защищал цвета тбилисского «Динамо» и «Боржоми». С 2006 по 2007 года выступал в «Сионе» (Болниси). В 2007 году вернулся в «Боржоми».
В 2008 году уехал в Казахстан, где подписал контракт с «Кайсаром». Дебютировал в футболке кызылордского клуба 8 марта 2008 в домашнем поединке 1-го тура Премьер-лиги против карагандинского «Шахтёра». Челидзе вышел на поле на 85-й минуте, заменив Романа Пахолюка. Единственный гол за «Кайсар» он забил 26 июля 2008 на 74-й минуте домашнего поединка 18-го тура Премьер-лиги против «Тобола». Челидзе вышел на поле в стартовом составе и отыграл весь матч. В составе команды из Кызылорды сыграл 23 матча и отметился 1 голом в Премьер-лиге, а также 2 поединка провел в Кубке Казахстана. В середине февраля 2009 покинул расположение «Кайсара» и перешел в «Жетысу». В футболке команды с Талдыкоргана дебютировал 7 марта 2009 года в выездном поединке 1-го тура Премьер-лиги против павлодарского «Иртыша». Челидзе вышел на поле в стартовом составе и отыграл весь матч. Единственными голами в составе «Жетысу» отличился 12 июля 2009 года на 77 и 90 минутах выездного поединка 14-го тура Премьер-лиги против «Кайсара». Челидзе вышел на поле в стартовом составе и отыграл весь матч. В футболке «Жетысу» в чемпионате Казахстана сыграл 16 матчей и отметился двумя голами, а также 2 поединка провел в кубке Казахстана.
В 2010 году вернулся в Грузию, где стал игроком «Сиони». Сезон 2011/12 начал в рядах «Чихуры», за которую сыграл 4 сезона. С 2015 по 2016 года выступал в клубах «Чиатура», «Саповнела» и «Зугдиди». Карьеру футболиста завершил в 2018 году, играя в составе тбилисского «Шевардени-1906».

## Карьера тренера
Первую половину 2019 года был тренером в клубе «Шевардени-1906». С июля 2019 по декабрь 2020 работал тренером клуба «Дила». Первую половину 2021 года был тренером в тбилисском «Динамо».